# Lancelot
Launcelot Du Lac (Lancelot van het Meer) is in een literaire sage de trouwste dienaar van koning Arthur, een van de Ridders van de Ronde Tafel.

## De legende
Volgens de legende was hij de vader van Galahad en zijn hij en de koning goede vrienden. Desalniettemin wordt Lancelot verliefd op de vrouw van Arthur, Guinevere. De liefde is wederzijds en hoewel ze zich ertegen verzetten worden ze minnaars en verbreken hiermee de eenheid tussen de ridders van koning Arthur.
Lancelot wordt gezien als de bekendste ridder van de Ronde Tafel. Hij is zowel de rechterhand van Arthur als zijn beste vriend. Voordat hij wordt ingelijfd als ridder is hij een avonturier op zoek naar vrijheid. Door een heldhaftige reddingsactie om Arthurs geliefde Guinevere uit handen van de vijand te redden, krijgt hij de kans Sir Lancelot te worden van de ronde tafel. Dit blijft hij totdat hij Arthur verraadt door stiekem met Guinevere een relatie te onderhouden. Wanneer Arthur hierachter komt, wordt Lancelot verbannen uit Camelot en is hij terug bij af.

### Familie
In de legende zou hij de zoon zijn van koning Ban en Elaine de Oudere die ook de Vrouwe van het Meer is. Zijn oom is koning Bors en zijn neven zijn Sir Bors, Sir Hector en Sir Lionel, zijn medestrijders als de ridders van de ronde tafel. Lancelot zou later getrouwd zijn met Elaine (met de witte handen), met wie hij Galahad kreeg.

## Historische ontwikkeling
Lancelot wordt niet vermeld in de eerste verhalen rond de Arthurlegendes, zoals in Geoffrey of Monmouths bewerkingen uit 1100, maar later wel in Chrétien de Troyes' bewerking uit ongeveer 1180. Ook is zeker dat Lancelot een Franstalige naam was, maar in de Keltische vertaling zou het Lance, zoon van Lot betekenen. Er bestaan wel twee theorieën over de herkomst van Lancelot; volgens de geschiedenis van Wales zou daar een strijder vandaan zijn gekomen onder de naam Llenlleawg die voor koning Arthur vocht, en Lancelot zou op hem zijn gebaseerd.

## Lancelot in kunst en cultuur
De legende van Lancelot is een bron van inspiratie, wat tot uiting komt in diverse vormen van kunst en cultuur. Hieronder volgt een niet uitputtend overzicht.

### In boeken
- Le Morte d'Arthur
- The Once and Future King
- Vulgate-Cycle
- Pentdragon-Cycle
- The Warlord-Chronicles
- The Wicked Day
- The Last Defender of Camelot
- The Mists of Avalon
- Lancelot
- The lance Thrower
- Afscheid van Arthur
- De ridders van de ronde keukentafel
- Lancelot en het magische schaakbord

### Lancelotcompilatie
Tien Nederlandstalige ridderromans uit de middeleeuwen waarin Lancelot een centrale rol speelt, zijn bewaard gebleven in de zogenaamde Haagse Lancelotcompilatie. Dit omvangrijke handschrift (ruim 87.000 versregels) wordt bewaard in de Koninklijke Bibliotheek te Den Haag en is sinds 2010 online raadpleegbaar.

### In films en series
- Launcelot and Elaine, 1909, vertolkt door Paul Panzer
- The Adventures of Lancelot, 1951, vertolkt door William Russel
- Knights of the Round Table, 1953, vertolkt door Robert Taylor
- Lancelot and Guinevere, aka Sword of Lancelot, 1963, vertolkt door (acteur) Cornel Wilde
- Camelot, 1967, vertolkt door Franco Nero
- Lancelot du Lac, 1974, Robert Bresson
- Monty Python and the Holy Grail, 1975, vertolkt door John Cleese
- Excalibur, 1981, vertolkt door Nicolas Clay
- First Knight, 1995, vertolkt door Richard Gere
- The Mists of Avalon, 2001, vertolkt door Michael Vartan
- King Arthur, 2004, vertolkt door Ioan Gruffudd
- Spamalot, 2005, vertolkt door Hank Azaria
- Shrek the Third, 2007, vertolkt door John Krasinski (stemrol)
- Merlin, 2008, vertolkt door Santiago Cabrera
- Once Upon a Time, 2012, vertolkt door Sinqua Walls
- Night at the Museum: Secret of the Tomb, 2014, vertolkt door Dan Stevens
- The Librarians, 2014, vertolkt door Matt Frewer en Jerry O'Connell
- Cursed, 2020, vertolkt door Daniel Sharman

### In strips
- De Rode Ridder, zie: Lancelot (De Rode Ridder)
- De Nieuwe Avonturen van Lancelot door Hurey